# ЛГБТ организация
Организациите на лесбийки, гейове, бисексуални и транссексуални (ЛГБТ) или още организациите за ЛГБТ права са общностни организации.
Те са създанани за нуждите на общността на ЛГБТ, включително за да се борят, осигуряват и следят за гражданските и други права на малцинствената им група и да подобряват условията на гей общността.
ЛГБТ организациите могат да варират от умерени, либерални (Стоунуол, Великобритания) до по-радикални и крайни, като например OutRage! (Великобритания), дори до консервативни (Log Cabin Republicans, САЩ).